# Dili Institute of Technology FC
Der Dili Institute of Technology FC, kurz DIT FC, ist ein osttimoresischer Fußballverein. Er ist in Dili ansässig und gehört zum Dili Institute of Technology (DIT).

## Geschichte
2015 erreichte der DIT FC in der Qualifikationsrunde für die neugegründete LFA Primeira Divisão in der Gruppe C den ersten Platz und zog so in die höchste Liga ein. In der Spielzeit 2016 landete der Verein aber auf den siebten und damit vorletzten Platz und stieg daher für die Saison 2017 in die LFA Segunda Divisão ab. Hier gelang mit Platz 1 der Gruppe A vorzeitig der Wiederaufstieg in die Liga Futebol Amadora Primeira Divisão 2018, doch in der Saison 2018 stieg man auf dem vorletzten Tabellenplatz für 2019 wieder in die zweite Liga ab.
Beim Landespokal Taça 12 de Novembro 2016 schied man im Halbfinale gegen AS Ponta Leste aus, 2017 im Halbfinale und 2018 in der zweiten Hauptrunde.